# Svenska Lifs hus

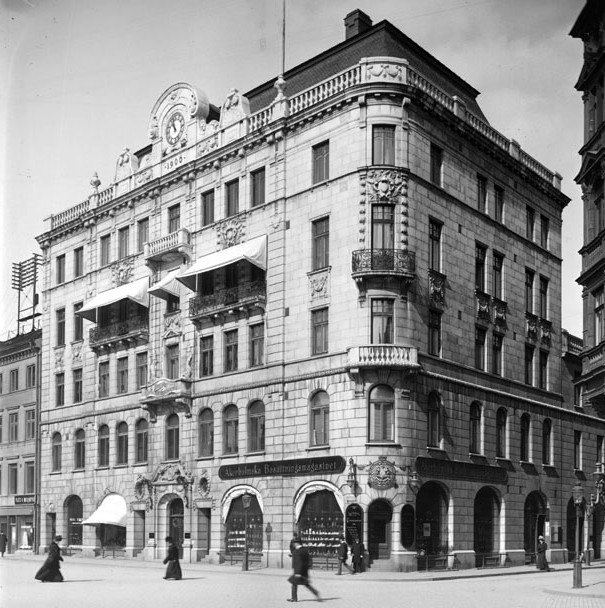
Svenska Lifs hus 1905.

Svenska Lifs hus är en byggnad på Smålandsgatan 16 vid Norrmalmstorg i centrala Stockholm uppförd 1898-1900 för Svenska Lifförsäkringsbolaget.

## Historik
Svenska Lifförsäkringsbolaget hade bildats 1891 och hade till en början kontor på adressen Norrmalmstorg 1. I samband med beslutet att uppföra ett eget hus utlystes en arkitekttävling 1898 som vanns av Johan Laurentz, i konkurrens med Ferdinand Boberg och Gustaf Wickman.
Byggnaden som restes av byggmästaren Per Sundahl 1898-1900 är liksom många av Laurentz fasader från 1890-talets slut helt utförd i natursten - i detta fall ljus Gotlandskalksten. Stilen kan beskrivas som sekelskiftesbarock med en rik dekor och äkta material, men formspråket ger också en försmak av den annalkande jugendstilen. Bolagets namn går igen på den nedre balkongen samt i volutgavelns klocka. Det kraftigt formade taket är täckt med svenskt skiffer och kopparplåt.
I bottenvåningen inreddes butiker och en postvaktslägenhet. Försäkringsbolaget hade sina lokaler med den stora expeditionssalen en trappa upp. I anslutning till denna fanns ackvisitionsrum och korrespondensrum. Kassavalven var tre till antalet och låg i tre våningar, byggda av betong med ingjutna stålstänger. De tre översta våningarna innehöll bostadslägenheter om nio rum och kök. I trevåningshuset mot Biblioteksgatan fanns våningar på sju rum och kök. Byggnaden var en av de tidiga i staden med vattenklosett. 
Byggnadens inre genomgick en genomgripande ombyggnad under slutet av 1950-talet och få ursprungliga interiörer återstår idag.

## Bilder

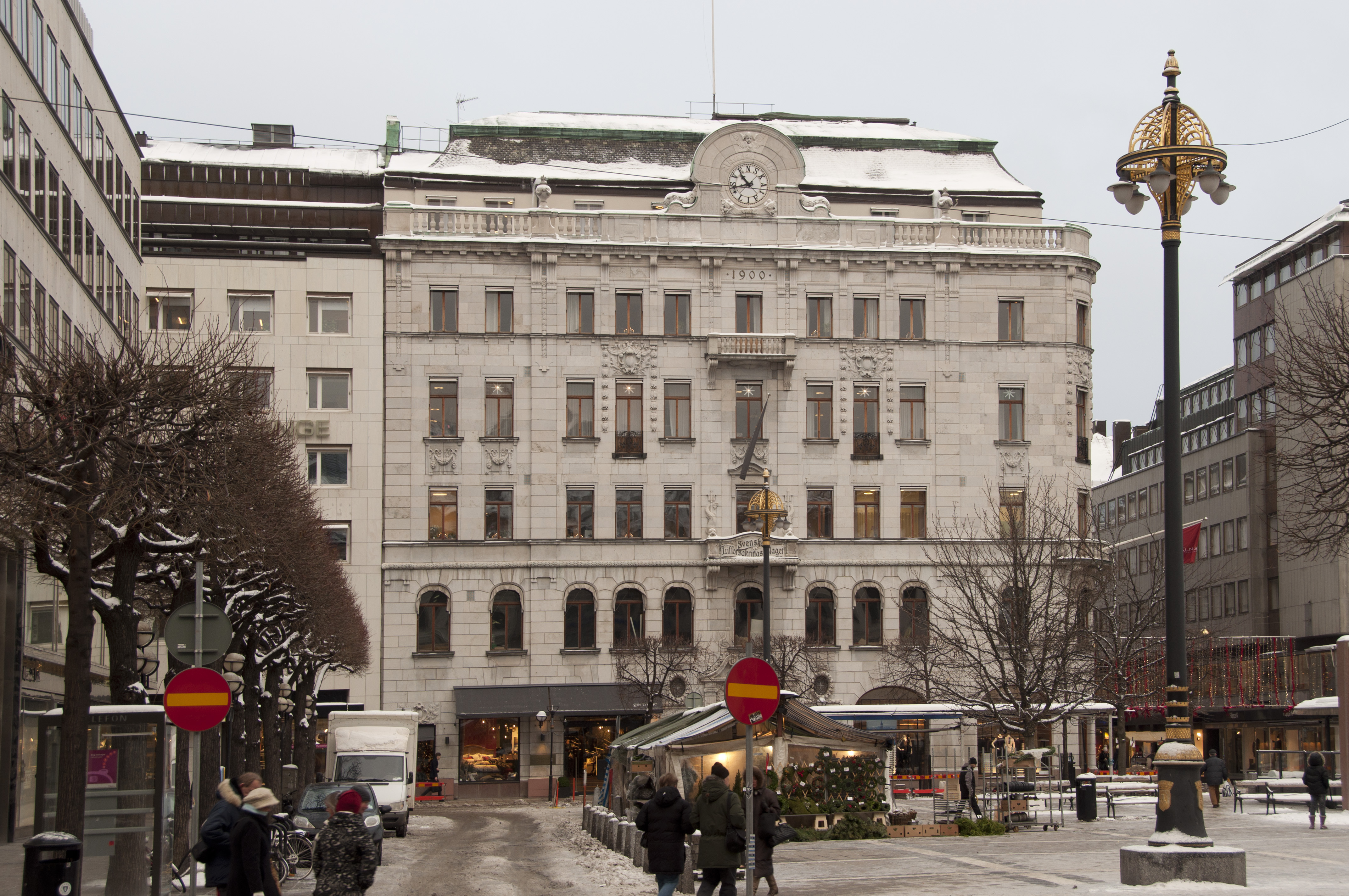
Svenska Lifs hus 2010
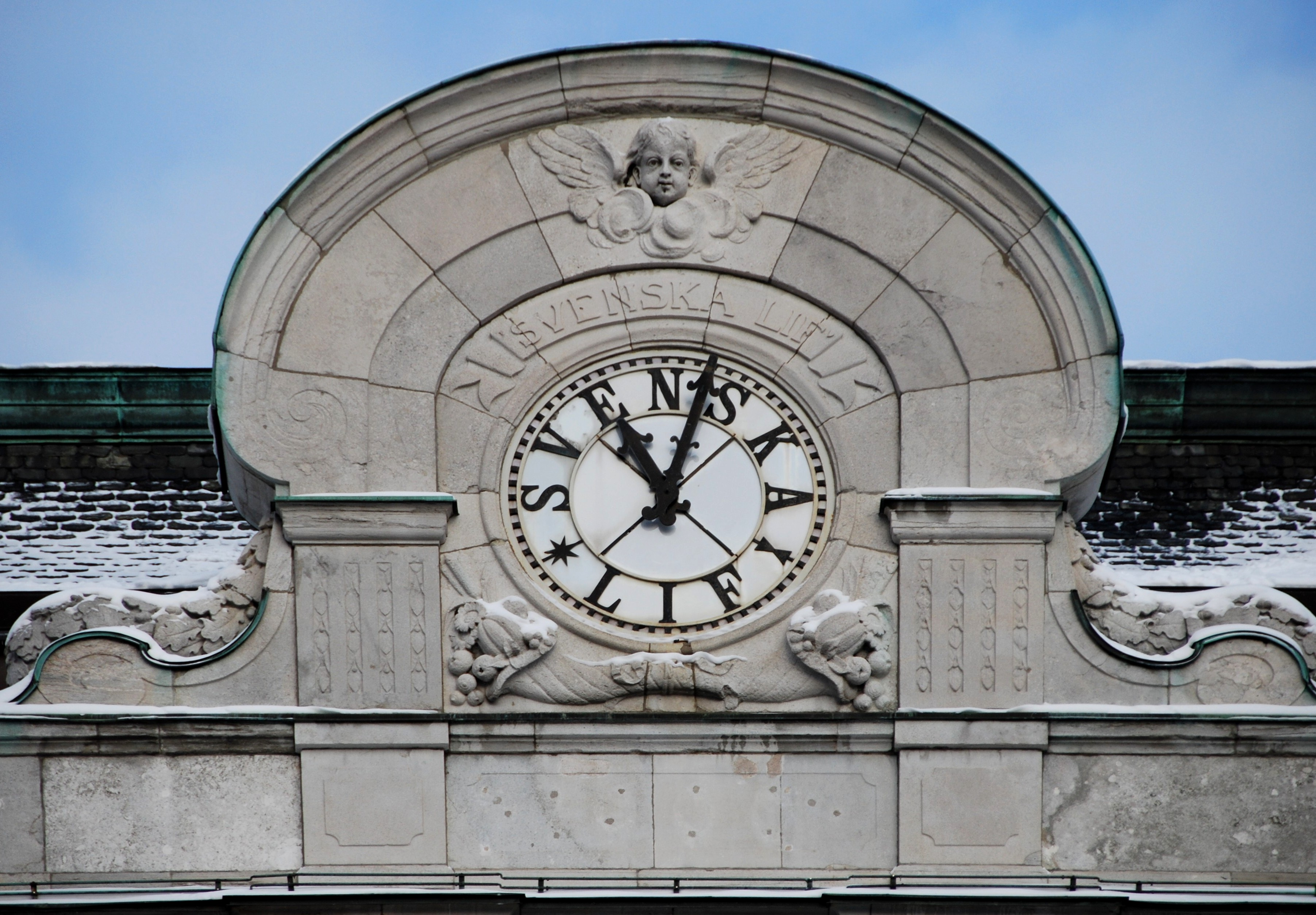
Bolagets namn på klockan...
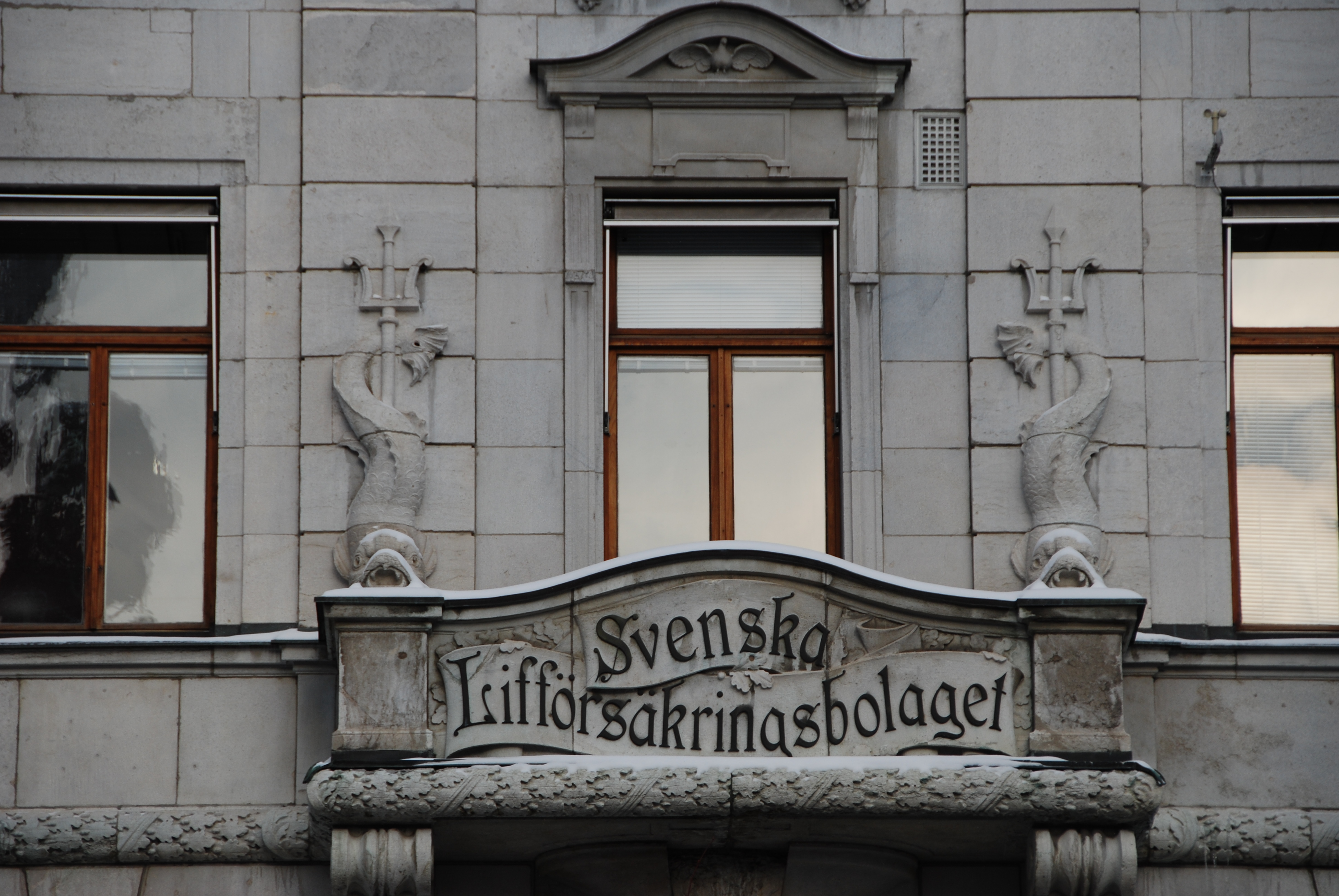
...och på balkongen